# 개집표기
개집표기는 주로 도시철도나 기차등에서 표를 검색하기 위해 설치되는 표 검사 장치이다.

## 형태
1. 삼발이식: 서울교통공사 1, 2, 3, 4호선 (단, 코레일 구간 대부분과 일부 역은 플랩식을 사용한다.),  부산지하철 1, 2, 3호선
2. 플랩식: 서울교통공사 1호선 동묘앞역 장애인 게이트,   서울교통공사 5, 6, 7, 8호선 (다만 건대입구 역에서는 장애물이 없는 형태의 게이트를 쓴다.), 서울 지하철 9호선, 신분당선, 부산지하철 4호선, 대전지하철 전구간, 대구지하철 전구간, 광주지하철 전구간, 경부, 호남고속철도 전구간
3. 버터플라이(나비)식: 인천공항철도
4. 개방식 형태: 서울교통공사 5호선 마곡역, 7호선 건대입구역

## 방식
게이트의 종류에 따라 다르다. 여기서는 크게 세가지로 나눈다.
- 카드식: 카드를 단말기에 접근시키면 자동으로 카드의 잔액이 빠지도록 되어있다. 서울 지하철에서 쓰이고 있다.
- 토근식: 승차시에는 카드식처럼 한 후 하차시에는 하차게이트의 투입구에 승차권을 넣으면 된다. 현재 국내에서 가장 많이 쓰이며, 부산-김해 경전철, 대구 도시철도, 대전 도시철도, 광주 도시철도에서 쓰인다.
- 종이식: 승차시에는 종이를 방향에 상관없이 투입구에 넣고 다시 다른 구멍으로 나오는 마크네틱 종이를 꺼내 가진 후 하차시에는 승차시처럼 투입구에 넣은 후 그냥 나오면 된다. 부산 도시철도에서 쓰이고 있다.

## 사진

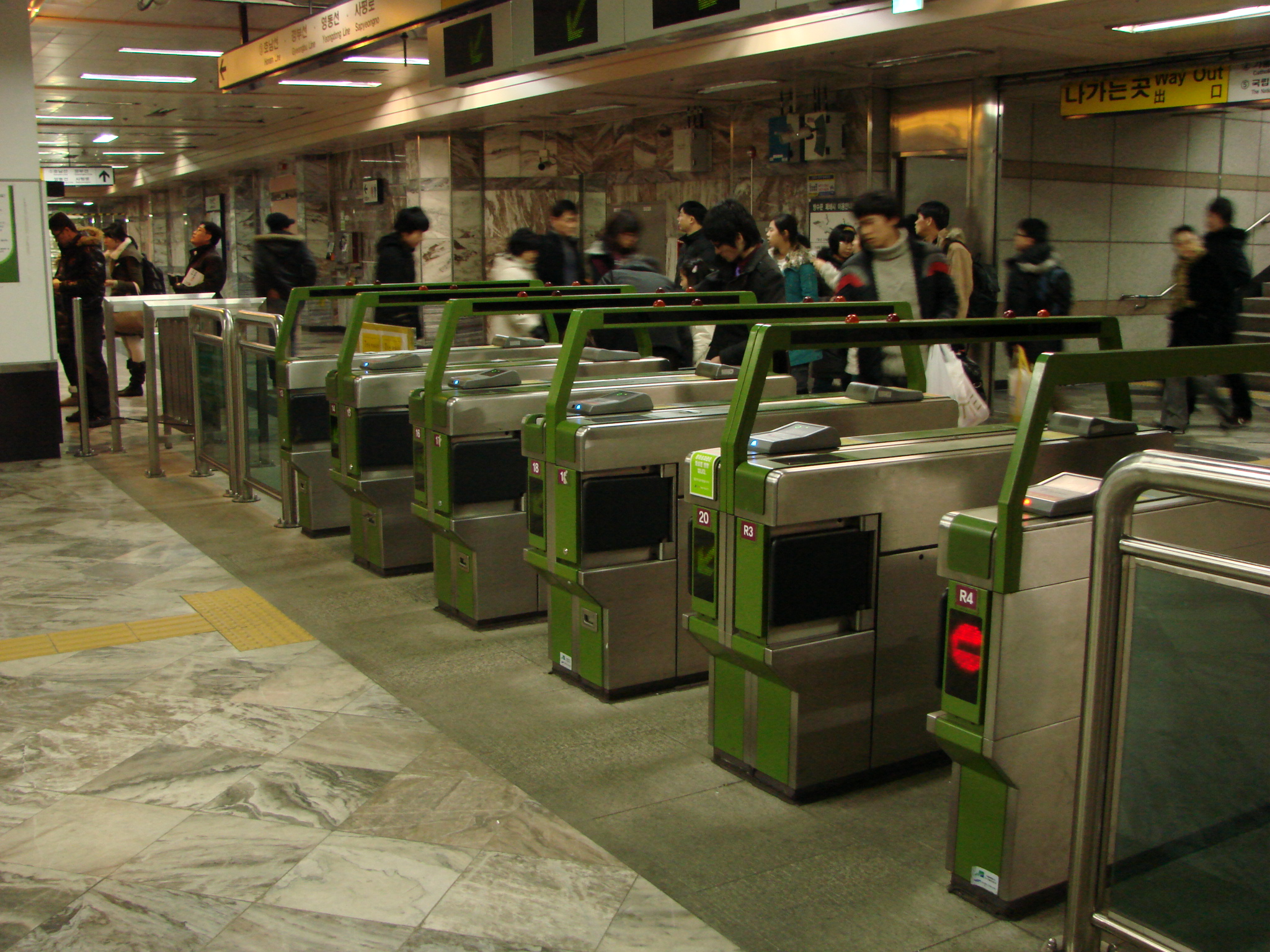
고속터미널역 플랩식 개찰구
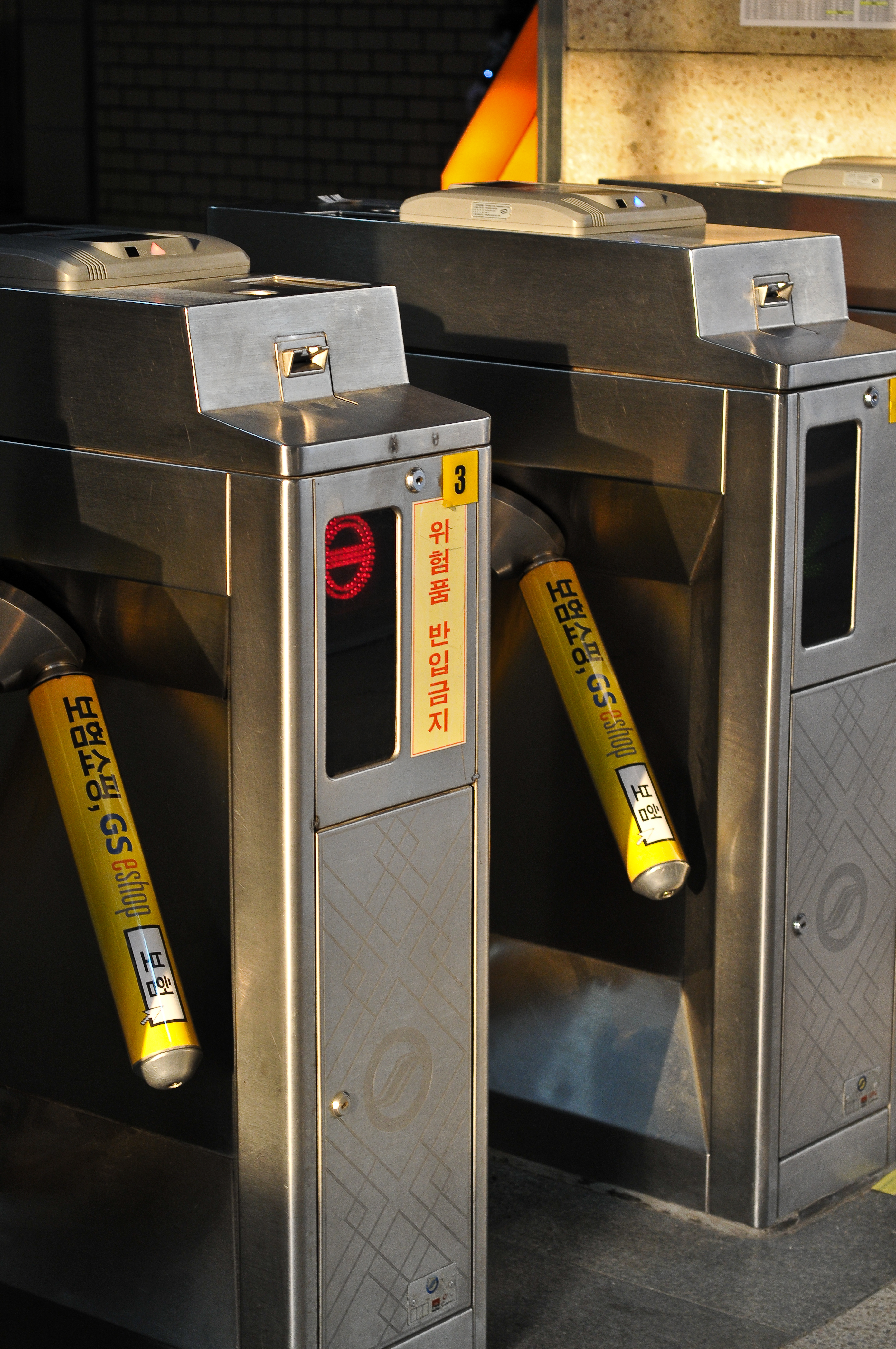
삼발이형 개찰구
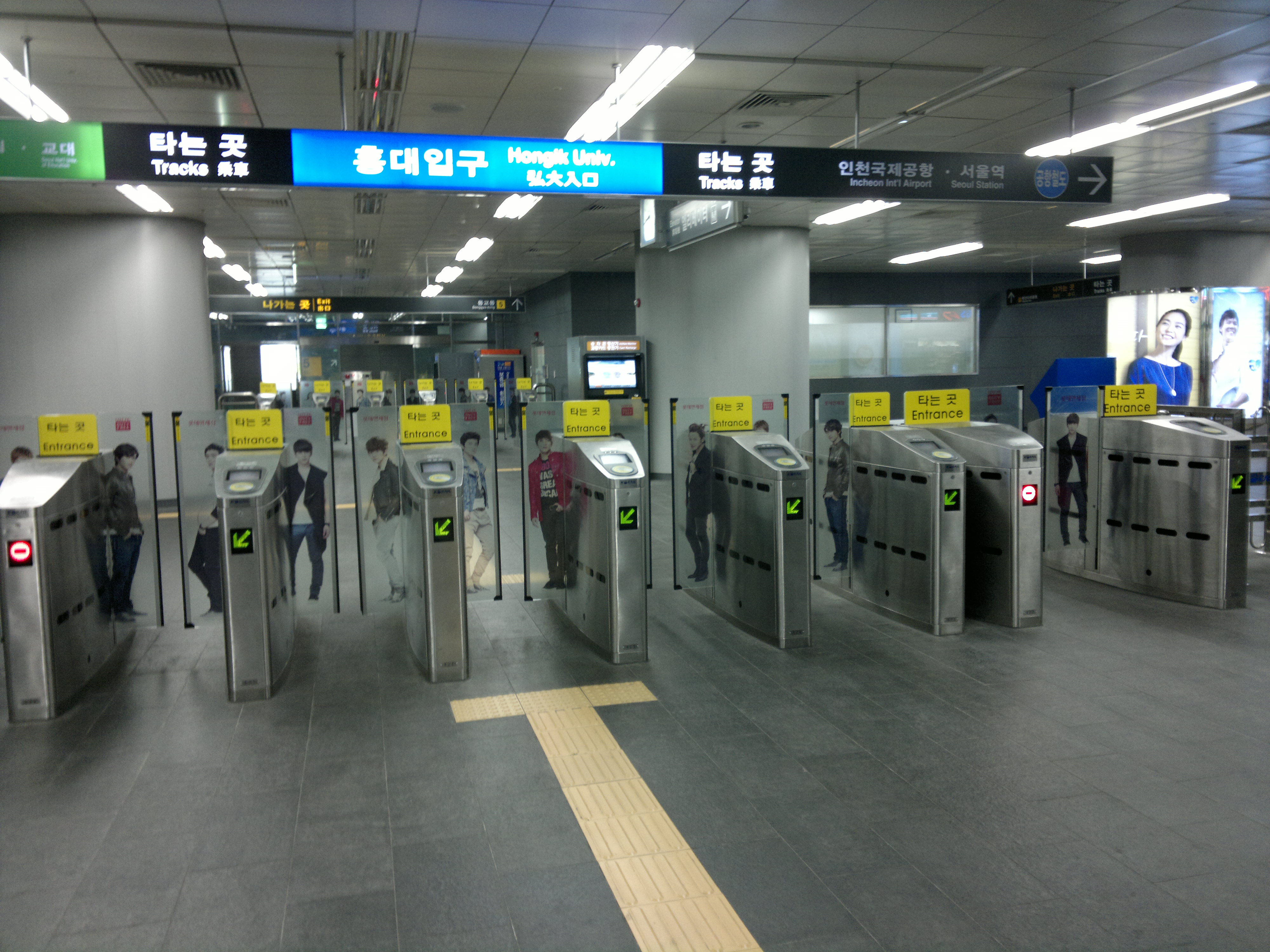
공항철도 개찰구
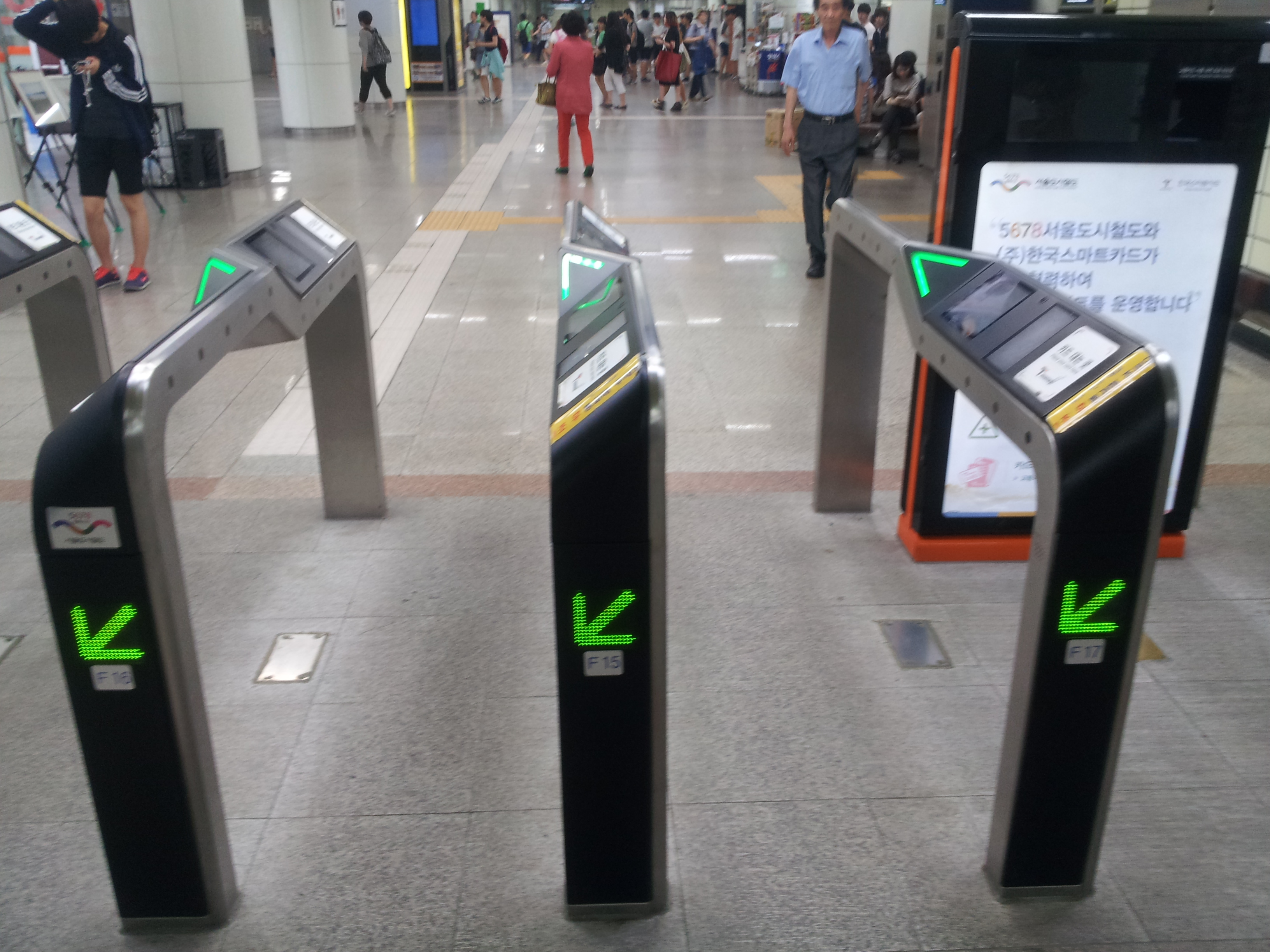
건대입구역 개방형 개찰구
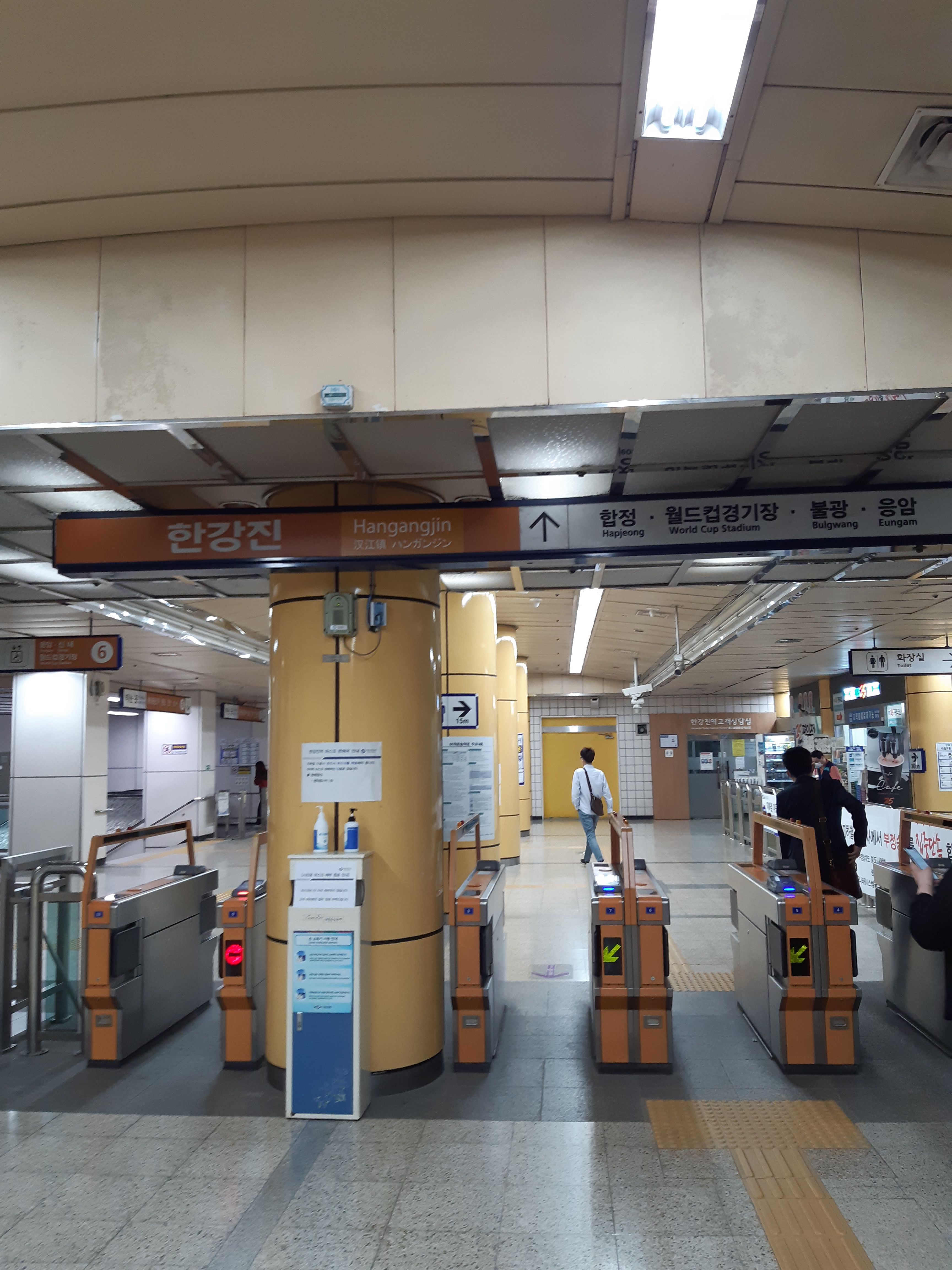
한강진역 개찰구
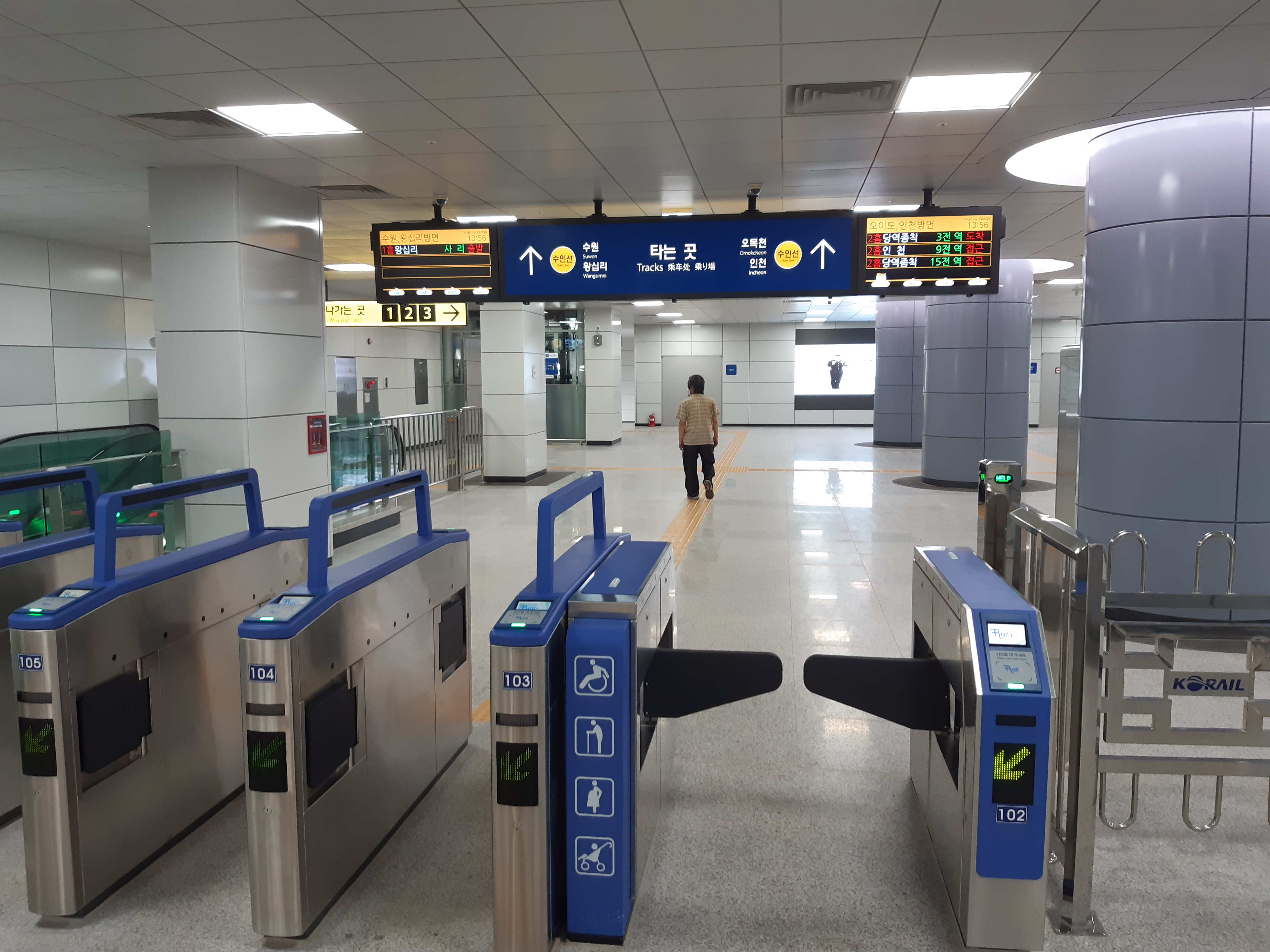
고색역 개찰구

## 같이 보기
- 방전
- 회전문
- 유료도로